# Dynamique de rotation
 (septembre 2006).
La forme ressemble trop à un extrait de cours et nécessite une réécriture afin de correspondre aux standards de Wikipédia.
 (décembre 2009).
La rotation d'un  système est un cas particulier de mouvement important notamment de par ses applications industrielles (machines tournantes) mais aussi sur un plan plus fondamental pour la dynamique dans un référentiel tournant, dont le cas le plus important est donné par la dynamique terrestre.

## Rappels généraux de dynamique des systèmes matériels
Dans un système matériel, d'après la loi des actions mutuelles (autrefois action et réaction) de Newton (cf lois du mouvement de Newton, énoncées en 1687), le torseur des forces intérieures au système est nul. Le principe fondamental de la dynamique se réduit donc à l'égalité du torseur dynamique et du torseur des forces extérieures.
Ces six équations se divisent en deux groupes de trois équations :
- le principe fondamental de la dynamique de translation :
{\displaystyle {\frac {\mathrm {d} {\vec {p}}}{\mathrm {d} t}}=\sum {\vec {F}}\ ;}
- le principe fondamental de la dynamique de rotation :
{\displaystyle {\frac {\mathrm {d} {\overrightarrow {L_{\mathrm {O} }}}}{\mathrm {d} t}}=\sum {\overrightarrow {M_{\mathrm {O} }}}.}

Ici, 
- {\displaystyle \sum {\vec {F}}} est la somme des forces extérieures,
- {\displaystyle {\vec {p}}} est la quantité de mouvement,
- O est un point fixe du référentiel galiléen,
- {\displaystyle {\vec {L}}_{\mathrm {O} }} est le moment cinétique du système pris par rapport à O,
- sa dérivée temporelle s'appelle le moment dynamique {\displaystyle {\vec {M_{\mathrm {O} }}}}, somme des moments des forces extérieures réduites au point O.

Si le référentiel n'est pas galiléen, il convient simplement de rajouter le torseur des forces d'inertie d'entraînement et le torseur des forces d'inertie de Coriolis.

## Cas de la rotation d'un solide autour d'un axe fixe
On considère un  solide (s) en mouvement dans un référentiel (R) supposé galiléen autour d'un axe fixe dans (R) noté (Δ), de vecteur unitaire {\displaystyle {\vec {e_{\Delta }}}} orienté suivant la règle de la main droite. On appelle O la projection orthogonale sur l'axe du centre d'inertie G du solide (S). Du fait de la rotation autour de l'axe, le mouvement est à un seul degré de liberté, que l'on peut prendre comme l'angle θ entre la direction (OG) et (Ox) à l'instant choisi pour origine des dates et celle-ci à une date t quelconque.
L'analyse des forces est : forces extérieures appliquées au solide + forces de réaction d'axe (inconnues a priori, mais bloquant la position du point O qui reste immobile, et dont la projection du moment sur l'axe est nulle).
Alors l'équation du principe fondamental de la rotation projetée sur l'axe donne :
{\displaystyle {\frac {k\,\mathrm {d} {\overrightarrow {L_{\mathrm {O} }}}}{\mathrm {d} t}}=k\,{\overrightarrow {M_{\mathrm {O} }}}.}

### Par le principe d'inertie
Or :
{\displaystyle {\overrightarrow {L_{\mathrm {O} }}}=J_{\Delta }\,\omega \,{\overrightarrow {e_{\Delta }}},}
avec :
- {\displaystyle \omega ={\frac {\mathrm {d} \theta }{\mathrm {d} t}}}, vitesse de rotation en rad s−1 ;
- JΔ, moment d'inertie en kg m2.

Le principe fondamental de la dynamique de rotation s'écrit alors :
{\displaystyle J_{\Delta }{\frac {\mathrm {\mathrm {d} } \omega }{\mathrm {\mathrm {d} } t}}=M_{\Delta }.}
C'est l'exacte transposition à la rotation du principe fondamental de la dynamique de translation sur un axe :
{\displaystyle m{\frac {\mathrm {\mathrm {d} } v}{\mathrm {\mathrm {d} } t}}=F.}

### Par les lois de la mécanique newtonienne
Soit à calculer {\displaystyle {\vec {e_{\Delta }}}\,{\vec {L_{\mathrm {O} }}}} : le solide est formé de millions de points matériels Mi, de masse mi, de projection sur l'axe Hi, décrivant lors de la rotation du solide des cercles de centre Hi, de rayon di=HiMi. Chaque masse a donc un moment cinétique projeté sur l'axe égal à :
{\displaystyle m_{i}d_{i}^{2}{\frac {\mathrm {\mathrm {d} } \theta }{\mathrm {d} t}}.}
On appelle moment d'inertie JΔ la somme {\displaystyle \Sigma m_{i}d_{i}^{2}}.
Le principe fondamental de la dynamique en rotation s'écrit alors :
{\displaystyle J_{\Delta }{\frac {\mathrm {\mathrm {d} } \omega }{\mathrm {\mathrm {d} } t}}=M_{\Delta }}.

## Applications

### Cylindre qui roule sans glisser le long d'un plan incliné
Soit un plan incliné d'angle α. Quand le cylindre de rayon R et de masse M, d'inertie à la rotation JΔ, roule sans glisser, il parcourt 2πR en un tour et donc s=Rθ lorsqu'il tourne d'un angle θ.
Il ne subit que deux forces :
- son poids {\displaystyle M\,{\vec {g}}} (force à distance) ;
- l'action du plan sur le cylindre au point de contact C (force de contact), décomposée en {\displaystyle {\vec {N}}} normale au plan et {\displaystyle {\vec {T}}} tangentielle.

On a donc par application du principe fondamental de la dynamique de translation : 
- dans la direction de la pente :
{\displaystyle M{\frac {\mathrm {d} v}{\mathrm {d} t}}=M\,g\,\sin(\alpha )-T} ;
- dans la direction perpendiculaire à la direction de la pente :
{\displaystyle M\,g\,\cos \alpha =N}.

Le principe fondamental de la dynamique de rotation donne alors :
{\displaystyle J_{\Delta }{\frac {\mathrm {d} \omega }{\mathrm {d} t}}=0+0+T\,R},
qui s'écrit compte tenu de la relation géométrique v=Rω :
{\displaystyle {\frac {J_{\Delta }}{R^{2}}}\,{\frac {\mathrm {d} v}{\mathrm {d} t}}=T}.
En remplaçant T dans la première relation, on obtient :
{\displaystyle {\frac {\mathrm {d} v}{\mathrm {d} t}}=g\sin \alpha {\frac {M}{M'}}=\mathrm {constante} },
avec
{\displaystyle M'=M+{\frac {J_{\Delta }}{R^{2}}}}.
Puis on peut en tirer
{\displaystyle T=Mg{\frac {J_{\Delta }}{J_{\Delta }+M\,R^{2}}}\sin \alpha },
qui doit être inférieure à k N (k désigne le coefficient de Coulomb), pour qu'il n'y ait effectivement pas de glissement.

### Problème de la toupie pesante de Lagrange
Cette fois la toupie repose sur sa pointe O fixe, dans un champ de pesanteur -g k

## Autres cas
Le PFDR (principe fondamental de la dynamique en rotation) peut bien sûr s'appliquer à n'importe quel système, y compris des systèmes ouverts comme les pales à réaction des hélicoptères ou les roues des aubes de turbine à réaction d'augets. Et aussi aux galaxies ou en hydrodynamique (moment cinétique en hydrodynamique, vortex…).